# Dudu Cearense
Dudu Cearense, de son vrai nom Alexandro Silva de Sousa, est un footballeur brésilien né le 15 avril 1983 à Fortaleza (Brésil). Il jouait au poste de milieu défensif avec l'équipe du Brésil. Il a notamment remporté la Copa América.

## Carrière de joueur
Il a 16 sélections avec l'équipe du Brésil, la première en août 2003.

## Palmarès
- Vainqueur de la Copa América en 2004 avec et l'équipe du Brésil
- Vainqueur du super-championnat de l'État de Bahia en 2002 avec Vitória
- Vainqueur de la coupe du monde FIFA des moins de 20 ans en 2003